# Tongliao
Tongliao (en chino, 通辽; pinyin, Tōng Liáo ; en mongol: Тонляо, romanizado: Tonlyao) es una ciudad-prefectura en la provincia de Mongolia Interior, República Popular de China. Limita al norte con Baicheng, al sur con Fuxin, al oeste con Ulanhad y al este con Siping. Su área es de 59 535 km² y su población total es de 3,14 millones. La Universidad de las Nacionalidades y el Colegio de Agricultura y Ganadería se encuentran aquí.

## Administración
La ciudad prefectura de Tongliao se divide en 1 distrito, 1 ciudad, 1 condado y 5 banderas.
- Distrito Horqin 科尔沁区
- Ciudad Holin Gol 霍林郭勒市
- Condado Kailu 开鲁县
- Bandera Hure 库伦旗
- Bandera Naiman 奈曼旗
- Bandera Jarud 扎鲁特旗
- Bandera Horqin Izquierda Media 科尔沁左翼中旗
- Bandera Horqin Izquierda Posterior 科尔沁左翼后旗

## Historia
Tan temprano como hace cinco mil años la ciudad estaba habitada y los que vivieron aquí algunos los atraparon para esclavos. Perteneció al Reino de Yan en el Período de Primaveras y Otoños y formó parte del territorio de la Dinastía Qin.

## Clima
La parte norte de la ciudad se encuentra en la zona de las Grandes Montañas Xing'an. Las llanuras constituyen la parte central de la ciudad, desde el sur al oeste está formado por pequeñas colinas y pantanos de arena.
Tongliao tiene un clima templado, la primavera es seca y ventosa, el verano corto y caliente, el otoño es fresco y el invierno frío. En general, las lluvias se concentran en el verano. Además, tiene energía eólica abundante.
| Parámetros climáticos promedio de Tongliao (1971−2000) | Parámetros climáticos promedio de Tongliao (1971−2000) | Parámetros climáticos promedio de Tongliao (1971−2000) | Parámetros climáticos promedio de Tongliao (1971−2000) | Parámetros climáticos promedio de Tongliao (1971−2000) | Parámetros climáticos promedio de Tongliao (1971−2000) | Parámetros climáticos promedio de Tongliao (1971−2000) | Parámetros climáticos promedio de Tongliao (1971−2000) | Parámetros climáticos promedio de Tongliao (1971−2000) | Parámetros climáticos promedio de Tongliao (1971−2000) | Parámetros climáticos promedio de Tongliao (1971−2000) | Parámetros climáticos promedio de Tongliao (1971−2000) | Parámetros climáticos promedio de Tongliao (1971−2000) | Parámetros climáticos promedio de Tongliao (1971−2000) |
| Mes                                                    | Ene.                                                   | Feb.                                                   | Mar.                                                   | Abr.                                                   | May.                                                   | Jun.                                                   | Jul.                                                   | Ago.                                                   | Sep.                                                   | Oct.                                                   | Nov.                                                   | Dic.                                                   | Anual                                                  |
| ------------------------------------------------------ | ------------------------------------------------------ | ------------------------------------------------------ | ------------------------------------------------------ | ------------------------------------------------------ | ------------------------------------------------------ | ------------------------------------------------------ | ------------------------------------------------------ | ------------------------------------------------------ | ------------------------------------------------------ | ------------------------------------------------------ | ------------------------------------------------------ | ------------------------------------------------------ | ------------------------------------------------------ |
| Temp. máx. media (°C)                                  | −6.8                                                   | −2.4                                                   | 5.6                                                    | 15.8                                                   | 22.9                                                   | 27.4                                                   | 29.3                                                   | 28.1                                                   | 22.9                                                   | 14.5                                                   | 3.6                                                    | −4.6                                                   | 13                                                     |
| Temp. mín. media (°C)                                  | −18.8                                                  | −15.1                                                  | −7.1                                                   | 2.2                                                    | 9.6                                                    | 15.5                                                   | 19.2                                                   | 17.3                                                   | 10.0                                                   | 1.7                                                    | −7.9                                                   | −15.8                                                  | 0.90                                                   |
| Precipitación total (mm)                               | 1.5                                                    | 2.1                                                    | 7.1                                                    | 14.2                                                   | 34.1                                                   | 74.0                                                   | 103.9                                                  | 79.3                                                   | 30.5                                                   | 19.0                                                   | 4.9                                                    | 2.8                                                    | 373.4                                                  |
| Días de precipitaciones (≥ 0.1 mm)                     | 1.6                                                    | 2.3                                                    | 3.4                                                    | 4.6                                                    | 7.4                                                    | 11.0                                                   | 11.6                                                   | 9.4                                                    | 7.2                                                    | 4.3                                                    | 2.6                                                    | 2.4                                                    | 67.8                                                   |
| Horas de sol                                           | 224.7                                                  | 225.3                                                  | 272.7                                                  | 272.0                                                  | 293.1                                                  | 284.2                                                  | 267.2                                                  | 272.8                                                  | 268.1                                                  | 251.3                                                  | 216.2                                                  | 206.0                                                  | 3053.6                                                 |
| Humedad relativa (%)                                   | 54                                                     | 47                                                     | 43                                                     | 41                                                     | 46                                                     | 62                                                     | 73                                                     | 73                                                     | 63                                                     | 55                                                     | 54                                                     | 55                                                     | 55.5                                                   |
| Fuente: China Meteorological Administration            |                                                        |                                                        |                                                        |                                                        |                                                        |                                                        |                                                        |                                                        |                                                        |                                                        |                                                        |                                                        |                                                        |